# 王政君
王 政君（おう せいくん）は、前漢の元帝（劉奭）の皇后で、成帝（劉驁）の生母。孝元皇后（孝元王皇后）、元后、孝元皇太后、孝元太皇太后と称される。
王禁の次女で、王君俠の妹、王君力・王君弟の姉、王鳳・王曼・王譚・王崇・王商・王立・王根・王逢時の姉にあたり、新王朝を建てた王莽の伯母（父方のおば）にあたる。

## 生涯

### 宣帝の後宮に入る
前漢の宣帝時代にあたる本始3年（前71年）に生まれる。
魏郡元城県委粟里（現在の河北省邯鄲市大名県の東）の出身。8男4女の父であった王禁の次女にあたった。母は魏郡出身であった李氏であったが、王禁は妻が多く、同母弟は、王鳳と王崇だけであった。
李氏が王政君をみごもった時、月が李氏の懐に入る夢を見ている。王政君は、成長してから、柔和で従順であり、婦人の道を身につけるようになった。王政君は婚約したが、結婚するまでの間に婚約者は逝去した。それから後、東平王から側室にしたいと申し入れがあるも、話がまとまる前に東平王は亡くなった。
父の王禁は、不思議に思い、占い師に王政君の人相を占わせたところ、「大いなる貴人となることは、言葉で言い表せないほどです」ということであった。王禁は心中で、そうであろうと思い、王政君に文字や学問、鼓や琴を教えた。
五鳳4年（前54年）、王政君は18歳の時に、宣帝の後宮に、最下位の女官である家人子として、入ることとなった。

### 皇孫を生む
甘露2年（前52年）、王政君が後宮に入って、一年余り経た頃、たまたま皇太子の劉奭（後の元帝）の寵愛していた良娣の司馬氏が病気にかかり、死去した。司馬氏は死ぬ前に劉奭に語った「私が死ぬのは、寿命だからではありません。他の皇太子の夫人たちが私を呪い殺そうとしたからです」。劉奭は、司馬氏を哀れに思い、その言葉を信じた。
司馬氏が死去後、劉奭は悲しみの余り病気になり、鬱々として楽しまず、夫人たちに怒りを向けたため、召される女性はいなかった。
このようなことが長い間続くと、宣帝は、劉奭が夫人たちを恨んでいると聞き、気に入ったものがいればと思い、皇后の王氏に命じて、後宮の家人子を選んで、劉奭を世話するものを選ばせた。
王政君は、皇后が選んだその5人の1人に含まれていた。皇太子が挨拶に来た時に、皇后は王政君ら5人を劉奭に会わせ、長御（女官の一つ）に劉奭が気に入った女性がいないか、たずねさせた。
劉奭は特に気に入った女性はいなかったが、皇后の気分を害したくもなく、しぶしぶと、「この中では一人だけがよかったです」と答えた。この時、王政君は、もっとも、劉奭の近くに座り、一人だけ赤い縁かけの衣を着ていたので、長御は「きっと、王政君のことであろう」と思い込んだ。
皇后はすぐに、侍中の杜輔と掖庭令の濁賢に命じて、王政君は、太子宮（皇太子の後宮にあたるもの）に送り込ませ、丙殿にあわせた。王政君は、劉奭とまじわり、すぐにみごもった。劉奭の後宮では、夫人が数十人もいて、寵愛を受けるものは長くて7・8年も経過しても子が生まれなかったのに王政君はただの一度でみごもった。
甘露3年（前51年）、王政君は、甲館画堂で男子を生み、世継ぎの皇太孫となった。宣帝は、その子を愛し、自ら名を「驁」、字を「太孫」とつけ、いつもそばに置いて可愛がった。

### 元帝の皇后となる
黄龍元年（前48年）、宣帝が死去すると、皇太子であった劉奭が即位する（元帝）。皇太孫であった劉驁は皇太子となり、母親であった王政君は、婕妤（高位の側室）となり、父の王禁は陽平侯に封じられた。さらに、3日後には、王政君は皇后として立てられ、王禁は特進の地位に昇進し、王禁の弟である王弘は長楽衛尉に任じられた。
永光2年（前42年）、王禁は死去し、頃侯と諡され、長男の王鳳は跡をついで列侯である陽平侯になった。しかし、王政君は劉驁を生んでからは、元帝（劉奭）に召されることはほとんどなかった。
皇太子の劉驁が成長すると、寛大で慎み深い性格となったが、酒や音楽を好んだので、元帝は有能であると思わなくなった。
元帝は、側室の傅氏を寵愛し、傅氏は、劉康を生んだ。元帝は、劉康をとても愛し、横に座らせ、出る時も同じ馬車に載せた。元帝は、皇太子である劉驁を廃して、劉康を太子にしたいとまで考えていた。
王政君と劉驁は、自分たちが廃位を恐れて王政君の弟である王鳳は、侍中の史丹に劉驁への支援を頼んだ。王政君は慎み深く慎重で、劉驁に対しても元帝はいつも心掛けていたので、劉驁の皇太子は廃されずに済んだ。

### 王氏の隆盛
竟寧元年（前33年）、元帝が死去すると、皇太子であった劉驁が即位した（成帝）。
王政君は、貴んで皇太后とされ、弟の王鳳は大司馬・大将軍・領尚書事となり、政治をつかさどり、5千戸を増して封じられた。王政君の一族の王氏の隆盛はここからはじまり、王政君の同母弟の王崇は、安成侯となり、食邑1万戸が与えられた。また、王政君の異母弟である王譚たちもみな、関内侯の爵位を賜り、食邑が与えられた。
夏、黄霧が四方を塞いで終日、晴れなかった原因として、大夫楊興・博士駟勝らが「陰の気が陽の気を侵しているのは、皇太后（王政君）の一族は何の功績もないのに、その兄弟を全て侯の爵位に封じたのは未曾有のことですので、これを天が異変で警告しているのです」と諫めてきて、多くの群臣が同意した。王鳳はおそれて、辞職しようとしたが、成帝はこれを慰留した。
河平元年（前28年）、王政君の同母弟の王崇が死去する。その子の王奉世が父の爵位をつぐと、王政君は王奉世をとても哀れんだ。
河平2年（前27年）、成帝は、関内侯であった王政君の5人の異母弟を列侯に封じ、王譚は平阿侯、王商は成都侯、王立は紅陽侯、王根は曲陽侯、王逢時は高平侯になった。5人が同日に封じられたため、「五侯」と呼ばれた。ただ、弟のうち、王曼（王莽の父）だけは早逝しており、列侯に封じられなかった。
また、王政君の実母である李氏は苟賓との間に、苟参という男子を1人生んでおり、やもめ暮らしであった。王政君は、父の王禁の生前に、母の李氏をひきとらせていた。王政君は苟参をあわれみ、苟参は侍中水衡都尉に任じられた。王氏の子弟は皆、卿大夫や侍中やもろもろの部署にいて、権勢ある官職を分けとって、朝廷中に満ちるようになった。
陽朔元年（前24年）、王鳳が政治を専横したため、京兆尹の王章がこれをとがめて、王鳳を罷免させるように成帝に求めたが、王政君の甥の王音がこれを聞いて王鳳に伝えたため、王鳳の方から先に辞職を願った。王政君は、涙して食事もとらなかった。成帝は王鳳を慰留し、かえって、王章を弾劾して、冬に、王章は獄中で死に、妻子は合浦に流された。
それ以外、公卿たちは王鳳を見ても、目をそばめて見るようになり、王氏から多くの郡太守・相・刺史を輩出するようになり、権勢を極めるようになった。太僕・侍中の王音は御史大夫に昇進し、三公に列するようになった。「五侯」と言われた王鳳の弟たちは、奢侈を極め、多くの人物を好んで養い、財を傾けて施し与え、互いに高尚であると思っていた。
陽朔2年（前23年）、定陶王に封じられていた成帝の弟の劉康が死去し、子の劉欣（後の哀帝）が後を継いで、定陶王として立った。

### 王氏の専横
王鳳が政治を取り仕切ってから11年が過ぎた。陽朔3年（前22年）の秋8月、王鳳が死去すると、王鳳は、自分を敬う、おいの王音を推薦し、弟の5人は用いないように成帝に進言し、成帝も同意した。
王音は、大司馬・車騎将軍に任命される。王音は細心に政治を行い、1年余りした後の陽朔4年（前21年）、成帝によって、安陽侯に封じられ、食邑が「五侯」と同等となるように、3千戸を与えられた。
しかし、成帝は（王政君の弟にあたる）王商が長安の城壁を破って、河水を自邸の池に引き入れ、王根に庭園に、未央宮の白虎殿に似た建物があるのを見つけ、ついに怒りを発する。成帝は王音を責めるが、王商と王根は先に、王政君に謝罪に行ったため、成帝はさらに激怒した。王音は罪を乞い、王商・王根・王立は謝罪すると、成帝はそれだけで許してしまった。
鴻嘉3年（前18年）、成帝の皇后である許氏は、寵愛が衰え、子がおらず、許氏の姉の許謁らが、媚道の術で、後宮内の妊娠している王美人や王鳳らを呪詛させた。このことが発覚して、王政君は激怒して、役人に取り調べをさせた。許謁らは誅殺され、皇后の許氏は連座して、皇后を廃されてしまった。
鴻嘉4年（前17年）、成帝は、趙飛燕を寵愛し、これを皇后に立てようと考えたが、皇太后であった王政君は、趙飛燕の出身が低い立場であったことから、難色を示した。王政君の姉の子である淳于長が何度も王政君のもとへその話を通じてきた。
永始元年（前16年）、平阿侯王譚が死去する。子の王仁が侯を継いだ。
王政君は、弟のうち、王曼だけが早世し、列侯に封じられていないことを哀れんでいた。王曼の寡婦となった渠は、東宮（王政君の宮）で供養しており、王政君は、その子の王莽が孤児となってその他の王氏の子弟たちと等しくないことについて、いつも語っていた。また、王譚や王商や在位のものたちも王莽のことをよくほめていた。そのため、この年に、成帝は、王曼を列侯に追封し、王莽もまた、新都侯の爵位を継ぐこととなった。
王氏の隆盛はさらに極まったが、王音だけは身を整え、何度も諫め、忠義を尽くし、政治を取り仕切ること8年に至った。
淳于長の運動の結果、趙飛燕の父が列侯に封じられ、趙飛燕が皇后に立てられた。淳于長は関内公に封じられた。
永始2年（前15年）、王音が死去する。子の王舜が爵位を継ぎ、太僕・侍中に昇進した。続いて、王政君の弟である王商が政治を取り仕切り、大司馬・衛将軍に任じられ、王立が特進となり、城門の兵を統率した。
元延元年（前12年）、王商は政治を取り仕切ること4年で引退する。成帝は大将軍に任じ、2千戸を増し封じ、同年に王商は死去し、子の王況が爵位を継いだ。ついで、王立が政治を取り仕切ったが、罪により、罷免され、光禄勲であった王根が用いられ、大司馬・票騎将軍に任じられ、1千7百戸が増し封じられた。王逢時は特に才能も名声もなく、この年に死去し、子の王買之が爵位を継いだ。
元延3年（前10年）、淳于長が定陵侯に封じられた。王氏の親族で列侯に封じられたものは、これで十名となった。

### 王莽の台頭
綏和元年（前8年）、成帝は子がいなかったため、王根は上言により、定陶王であった甥の劉欣を太子とした。王根は劉欣の実祖母の傅氏から劉欣を皇太子にするように賄賂を受け、王根がそれに応えたものと伝えられる。
これより先、淳于長は、先に廃された（成帝の）皇后であった許氏の姉にあたる許孊と私通した上で許孊から、許氏を成帝の倢伃にするために、長年、多額の賄賂をもらっていた。淳于長は許氏が左皇后になるようにすると言って偽り、許孊に対して、許氏を侮りたわむれる書簡を送っていた。
王根は長い間、病気をわずらい、引退することを何度も願っており、淳于長は、衛尉という九卿の位にいて、王根が引退した後の政務を預かる順位にあった。この時、王莽は、淳于長が許孊と私通し、賄賂を受け取っていることを知った。王莽は、王根を看病している時に、王根に「淳于長は、将軍（王根）が病気であることを喜び、次は自分が政務を取り仕切ろうと考え、誰をどの官職につけようか考えています」と伝え、さらに淳于長の罪過も伝えた。
王根は怒って、王莽に王政君に伝えるよう命じ、王莽は王政君に会って、淳于長の驕慢な行いや罪過について伝えた。王政君は怒って、語った「小僧がここまでするようになったか！　すぐに陛下（成帝）に申し上げよ」。王莽の上書によって、成帝は淳于長を罷免し、封国に帰るように命じた。
淳于長は、封国に帰る時、（叔父にあたる）王立の子である王融に珍宝を渡して、王立からのとりなしを依頼した。王立は成帝に対し、淳于長のとりなしを上言した。元々、王立が淳于長を恨んでいたことを知っていた成帝は不審に思って役人に調査させた。役人が王融を逮捕すると、王立は王融を自殺させてその口を封じた。成帝はますます大きな陰謀があることを疑い、淳于長を逮捕させて、洛陽の獄で取り調べをさせた。淳于長は、（皇后であった）許氏を侮りたまむれ、左皇后に立てようとしたことを自白した。その罪は大逆にあたり、淳于長は獄中で死んだ。王立も罷免され、封国に帰ることを命じられ、淳于長に連座して罷免された高官が数十人も出た。
皇后であった許氏も、成帝に命じられた廷尉の孔光が持参した毒薬により、成帝から自殺を命じられ、自害する。
王根が政務を取り仕切って5年が経っていた。王根は引退を乞った。成帝は、これを許し、5千戸を増し封じた。
王根は、自分に代わり政務を取り仕切る人物に、甥の侍中・騎都尉・光禄大夫であった王莽を推薦した。成帝は、王莽を忠義にしてまっすぐで節度ある人物と思い、王莽を大司馬に任命し、政務を取り仕切られることにした。

### 哀帝の即位と王氏の凋落
綏和2年（前7年）、成帝が死去し、皇太子であった劉欣が皇帝に即位する（哀帝）。王政君は、王莽に詔を行い、屋敷に赴き、哀帝の外戚を避けるように命じる。哀帝は若い時から、王氏の傲慢と強勢を聞き知っており、心中では不満であったが、即位したばかりであるため、王氏を優待して、王莽を引き留める。
だが、王莽は哀帝の実祖母の傅氏や実母の丁氏の尊号や、宴会において、傅氏が王政君の隣に席を置いたことに反対を行い、傅氏の強い憎しみを受ける。王莽は、大司馬を辞任して、給事中に任じられ、月に2度、朝廷を訪れるだけとなった。
ただし、王立は長安にもどってくることを許された。
同年7月、司隷校尉の解光が、王根と王商の子である王況の不敬と不法を訴えた。哀帝は、王根のかつての功績に免じて、（領土の没収はせずに）領国に行かせ、王況は庶人におとした。また、王根と王商が推薦した役人は全て罷免させた
建平元年（前6年）、王政君が詔を行い、王氏の私田のうち、墓地でないものは、みな、貧民に与える。
建平2年（前5年）4月、哀帝が、詔を行い、実母の丁氏に帝太后、実祖母の傅氏には皇太太后の尊号を贈る。また、亡父の劉康が恭皇として、廟が長安に立てられることとなった。
この頃、丞相の朱博の上奏により、かつて、哀帝の実母の丁氏と実祖母の傅氏の尊号に反対した王莽の罷免を願う。哀帝は王莽を王政君の一族であるという理由で罷免はしなかったが、王莽に対して、領地に帰ることを命じる。このため、王莽は、長安を離れ、領地に行くことになる。
また、王譚の子である平阿侯王仁がかつて趙飛燕の親族をかくまったことがあったため、領地にいくことになった。（王莽のことをあわせて）天下の人の多くが、王氏は無実の罪を受けていると思った。
このため、諫大夫の楊宣が上言してきた「先帝（成帝）のお気持ちを考えるに、なぜ、陛下が皇太子であった時に、太皇太后（王政君）をお呼びになっていたわれなかったのですか？　太皇太后は70歳にもなられ、しばしば心の憂いや痛みに耐えられ、親族の王氏に勅令をくだして、丁氏や傅氏を避けて、領土に行くように命じられています。このことを聞いて、道行く人ですら、太皇太后のために涙を流していることです。時に高くのぼって遠くを望んで、先帝にはずかしく思われないのですか？」。哀帝はこの言葉に深く感激を受け、王商の次男の王邑を成都侯に封じた。
建平4年（前3年）正月、民衆が興奮して走り回り、藁や苧殻（おがら）の一本を互いに手渡し伝えて、「詔の籌」を行うのだと言った。道中でそのようなものが集まって数千人に至り、ある者はざんばら髪ではだしで、ある者は夜間に閂を破り、あるいは塀を乗り越えて人の家に侵入し、ある者は馬車や乗馬して駆け回り、各地に置かれた駅を伝って進んでいき、26の郡や国をつたって、長安にまで来た。
同年、夏、長安や郡国の民が集落や道路に集まって、祭礼の道具を設置し、歌舞によって西王母を祀った。また、次のような内容の書が伝わった「西王母が民に告げる。この書を持つものは死なない。私の言葉を信じないものは、門の下を見れば、それに白髪があるはずである」。秋になって、この現象はやっとおさまった。
東晋次は、このことについて「解釈の仕方によっては、元后（王政君）を西王母になぞられる意図を含んでいるかもしれない」、「王莽は、哀帝期の西王母信仰を、元始・居摂年間における元后との共同統治の正当化に利用しようとした、つまりこの時期に成立しつつあった西王母と東王公の対を、元后と王莽になぞえらようとしたのではないか」、「西王母と元后、周公と王莽の対比を、人々に意識させるようにしむけたのが、王莽の「大誥」の意図のひとつだったのではないだろうか」と推測している。
元寿元年（前2年）、日食が起きた。
（官僚登用試験の）賢良の科の対策試験で、多くのものが王莽の無実を訴えた。そこで、哀帝は、王莽と平阿侯王仁を都の長安に帰させて、王政君の近くにはべらせるようにさせた。曲陽侯王根が死去し、その領土は除かれた。

### 政権は再び王氏に
元寿2年（前1年）6月27日、哀帝は未央宮において25歳で死去した。嗣子はなかった。
哀帝は大司馬に任じられ、政務をとり仕切っていた董賢に、皇帝璽綬を託していた。哀帝は後継を指名していなかったため、漢王朝には君主がおらず、宮廷の内外の人々は、恐慌をきたした。この時、王譚の子である王閎が王政君に董賢から皇帝璽綬を奪うことを願いでたきた。王政君が、それを許すと、王閎は董賢から皇帝璽綬を脅し取り、王政君のところに皇帝璽綬を持ち帰ってきた。
王政君は董賢を召して、東廂で引見する。董賢に哀帝の葬儀の調度のことを問うたが、董賢は冠をぬいで謝罪するだけであった。王政君は言った「新都侯王莽は以前、大司馬として先帝（成帝）の葬儀を行っています。彼は故事に通暁しているのであなたの補佐に王莽を命じましょう」。董賢は、頭を下げて、幸甚であると礼を言った。
王政君が使者をつかわして、王莽が召された。王莽は、王政君の意向に従い、尚書を通じて、董賢が、哀帝が病気中に自ら医薬を進めなかったことを弾劾させた。董賢は、宮殿や司馬の役所の中に入ることが禁じられた。董賢は宮廷の門に至り、冠を脱いで、はだしになって詫びた。
王莽は、謁者に命じて、太皇太后である王政君の詔を宮廷の門にいる董賢に伝えさせた「しばらく陰陽が不調であり、災害が立て続けに起こり、民は被害を受けている。三公は、皇帝を（3本ある）鼎の足のように助けるのが役目なのに、高安侯董賢はいまだ物事が分かっていないのに大司馬に任じられ、みなの心にあわない。これでは、折衝を行い、遠くを安んじることができるはずもない。大司馬の印綬を返して辞任して、屋敷に帰るように」。その日、董賢とその妻は自害した。

### 王莽の躍進
王政君は、詔を行い、王莽を大司馬に任じた。同年9月、王政君は王莽とともに、哀帝の従弟にあたる中山王劉箕子を皇帝に即位させる（平帝）。平帝（劉衎に改名）は、いまだ9歳であり、病気がちであったため、王政君は朝廷に臨み、政務については王莽に委ねた。
王莽は、成帝の皇后である趙飛燕は（成帝の）皇子を殺害し、哀帝の皇后である傅氏は驕慢僭越であると建白し、2人の皇后を廃して、自殺に追い込んだ。
東晋次は、この哀帝死後の一連の事件について、「元帝・成帝・哀帝・平帝と劉氏一族の同一血統内に属する者の中から、次の皇帝が決定されてきた。皇太子に誰を立てるかは皇帝が生前に決定し、元帝・成帝には皇太子が存在した。しかし、哀帝は皇太子を立てていなかった。この時元后（王政君）が皇嗣決定に大きな発言力をもったのである。また、平帝を後見して臨朝称制もしている。このような元后の権威の根拠はどこに求められるだろうか。
（中略）皇太后や太皇太后の力が先帝の皇后たることから生じてくるのであれば、それは皇帝の権威に依拠したものと考えざるを得ないであろう。これと関連して、皇太后や太皇太后が「詔」を発する権限を有していた制度的事実がある。（中略）「詔」を発する権限は皇帝にのみ許されたものである。皇太后や太皇太后が「詔」を発することができたということは、皇帝の権能の代行以外のなにものでもないと考えられる。
元后の場合は、元帝の皇后として、哀帝にとっては太皇太后であるが、平帝によってはそれ以上の世代の尊貴な存在となる。前漢政治史上、皇太后より上の世代が政治の中心として臨朝称制するのは初めてのケースである。それではどのような資格によって、元后は臨朝称制を行うことができたのだろうか。
王莽伝に、哀帝崩語に中山王（平帝劉箕子）を成帝の後を奉じる者として迎えると言っている。（中略）ここには哀帝を成帝の後継者から外すという王莽の政治的深慮が含まれている。つまり、平帝が成帝の後を奉じる者であるとするならば、元后は「太皇太后」であり、（中略）「皇太后」亡き状況の中で、元帝の皇后である元后を、先帝（この場合は成帝）の権能を代行する「皇太后」の資格を有するものとして位置づけ、平帝の後見役として臨朝称制することがスムースに導き出されるからである。ましてや先帝（成帝）の生母であるのだから、その権能の正当性については何をかいわんやであろう。要するところ、王莽は元后の力を利用して、元后の権威に依拠しながら、おのれの政権掌握を謀り成功したということであって、元后が政局展開の主役ではないということである」とみなしている。
王莽は政務を一手に握り、王立は叔父にあたり、従弟の王仁は剛直であったため、いやがり、大臣たちに罪過を訴えさせ、王立と王仁は領地に行くことになった。
この頃、王莽は、哀帝の外戚や大臣たちで王莽と仲の悪かったものは、咎をつくって罪におとしいれた。哀帝の外戚であった丁氏や傅氏、腹心であった董賢の親族や従っていたものは、全て官と爵を免ぜられ、遠方に流された。
元始元年（1年）正月、王莽は政務を取り仕切って、王政君に盛んに天下太平と語り、群臣たちの奏上によって、王莽は安漢公に任じられる。
この頃、王政君の機嫌をとろうと、王莽が（王政君が皇后であった）元帝の廟に高宗と尊号を贈り、王政君の死後は一緒に合葬すべきとしていた。
元始3年（3年）、王莽が使者を送って、王立と王仁を自害させ、王立の子の王柱、王仁の子の王術が後を継いだ。
元始4年（4年）、王莽の娘が平帝の皇后となる。また、王莽は宰衡に任じられた。王莽の母と2人の子は列侯に封じられる。王莽は群臣を統一させ、自分の功徳を称えさせ、高官に多くの贈り物を行っていた。
王政君は、王莽からの上言によって、姉の王君俠を広恩君に、妹の王君力を広恵君、王君弟を広施君に封じ、皆に食邑と化粧代（となる領地）を与えた。王莽の名声は大きくなる一方であった。
王政君は、王莽から勧められて、四季の季節ごとに車駕であちこちの郊外を巡行させ、孤児や寡婦・貞婦たちに会うようになった。王政君が行幸した属県では、あちこちで恩恵を施し、民衆に銭や絹、牛肉や酒を施した。そして、それが毎年の恒例となった。
王政君は機嫌がいい時に、話した「私が始めて皇太子（後の元帝）の家に入った時、丙殿でお目見えしたが、あれから50・60年が経ちましたが、いまだにおぼえています」。その時、王莽は言った「皇太子の宮殿は幸いにもお近くにあります。一度、出向かれて、御覧になるのがいいでしょう。それほどの苦労はありません」。そこで、王政君は皇太子の宮殿に行幸にいくと、とても喜んだ。王政君の近くに仕える子供が病気になって外の舎宅にいれば、王莽は王政君の意に沿おうとして、王莽自ら、その子供を見舞った。

### 王莽への抵抗
元始5年（5年）、平帝が死去し、その子はなかった。王莽は、宣帝の玄孫にあたるもので最年少であった年が2歳であった劉嬰というものを、占いの人相により最も吉であるとして、その後継とした。さらに、王莽は、公卿たちに、「劉嬰を孺子と号して、皇帝として即位させ、宰衡・安漢公である王莽が踐祚して摂皇帝として、周公旦が（周の）成王を補佐し、育成した故事のように（王莽を皇帝の代理と）するように」と奏上させた。
王政君は、このことをよいとは思わなかったが、それを禁じる力はなかった。そこで、王莽は摂皇帝となり、年号を改め、居摂とし、天子としての制度を整えた。
王莽を摂皇帝と呼ぶようになると、王莽が劉氏の政権を奪うのではないか、という懸念が人々の中に生じた。とりわけ危機感を抱いたのは宗室に属して劉氏一族の思い入れの強い人々であったことは言うまでもない。
居摂元年（6年）4月、王莽の所業を憎んだ宗室（漢王朝の劉氏の皇族）であった安衆侯劉崇が反乱を起こしたが、すぐに鎮圧された。
居摂2年（7年）9月、また、東郡太守・翟義が挙兵したが、これも王莽の軍により、平定された。王政君は、王莽に対する反乱が起きたことを聞いて、語った「人の心はそれほど遠いものではありません。私は婦人ではありますが、王莽は必ず、自ら危うくて、してはいけないことをしていることは知っています」。
居摂3年（8年）11月、王政君は、王莽から天からの符命を理由に、王莽が皇帝に即位しようと、まず、諸々の符命や瑞祥のことを話し出されたので、とても驚いた。
王政君は、いまだ、劉嬰（孺子嬰）が皇帝に即位していないので、伝国璽を長楽宮にしまっていた。王莽が新王朝の皇帝に即位すると、伝国璽を求めたが、王政君は怒って、王莽に授けなかった。
始建国元年（9年）正月、王政君のもとに、王莽は腹心にあたる安陽侯王舜（王音の子）を、伝国璽を渡すことを説得する使者として送ってきた。王政君は、王舜が慎み深い人格であったので、親愛していた。王政君は、王舜があらわれて、王莽が伝国璽をまた、求めてきたのを知り、怒り、王舜をののしりながら、涙まじりに語った。
王政君のこの言葉を聞いて、そばにいた女官たちも涙を流した。王舜も悲しみに涙が止まらなかった。しかし、しばらくして王舜は王政君を仰ぎ見て、語った「私たちでは何も言うことは聞いてもらえません。王莽は必ず伝国璽を得ようと願っています。太后（王政君）がいつまでも与えないでおられましょうか！」。王政君は、王舜のこの言葉が切迫したものであることを聞いて、王莽が脅してくるだろうと思い、恐ろしくなった。
そこで、王政君は漢の伝国璽を出して、それを床に投げて、王舜に渡した「私は年老い、すでに死んだようなものです！　ですが、お前たち兄弟が、もうすぐ族滅することは分かります！」。王舜は、伝国璽を得て、王莽に報告した。王莽は大変、喜んで、王政君のために未央宮の漸台で宴会を開き、大いにみなで楽しんだ。

### 歴代王朝の母
王莽は王政君の漢王朝における尊号を変えるとともに、漢の璽と綬（王朝の革命とともに、様々な制度や物の色を変えるため）を変えようとも思ったが、王政君が抵抗することを恐れていた。王莽の遠い一族である王諫が王莽にへつらおうと思って、上書した「天命は、『漢』から去って『新』へと変革しました。（王政君が）太皇太后と尊号を称しているのはよろしくありません。漢とともに、その尊号を廃して、天命に応じるべきです」。王政君は（王政君のいる）東宮に来た王莽にこのことを文書で伝えられると、「この言葉の通りです！」と語った。王莽はかえって、「このような徳にもとる臣下は、誅殺にしましょう」と答えた。
この時、冠軍県の張永が、符命の銅璧を献上してきた。その銅璧には、「太皇太后は、まさに新室の文母太皇太后になるべきである」と書かれていた。そこで、王莽は詔を行った「私が思うに、天命が私を天子に命じ、さらに天命が、太皇太后を『新室の文母太皇太后』としたのは、漢王朝から新王朝へと天命が変革することにかなうものである。哀帝の時代に、世に「詔の籌」を行うと伝えられ、西王母に供する祥瑞としたことがあった。これは、まさに、（王政君が）歴代王朝の母となることは、余りにも明らかなことであったのだ。私は天命に従い、吉日を選んで、自ら群臣や諸侯卿士を率いて、太皇太后に璽と綬をたまわることにして、天の心に従いたい」。
王政君は、王莽に璽と綬を変えることを許した。王莽は、王諫を毒殺し、張永を貢符子に封じた。
東晋次は、このことについて「元后（王政君）には皇帝嫡妻として漢代皇帝の正統性が継受されており、しかも王莽と同族である。元后の政治的権威を承知していた王莽は、禅譲によって劉氏から王氏への政権委譲となった段階で、漢朝の廃止とともに彼女の尊号を剥奪するのではなく、漢代皇帝の正統性保持者、また、王氏の一員として、元后を太皇太后として奉り、彼女の「天下歴代の母」なる権威を、新王朝建立の正当性に利用しようとした。これが符命による「新室文母太皇太后」の尊号奉上の理由であろう」と推測している。
王莽は、王政君が「新室の文母太皇太后」となったため、漢から断絶させようと、夫婦として扱えないようにしようと、元帝の廟を壊し、さらに、文母太皇太后の廟をつくることに決め、元帝の廟の元の殿だけは、文母太皇太后に食事を提供する場所として、完成してから長寿宮とした。
王政君は、物見遊山の外出を好んだので、王莽は王政君に車駕を送ってきて、長寿宮での宴会に招待した。王政君が来ると、元帝の廟が壊されているのを見つけた。王政君は驚いて、泣いて言った「これは漢の家の宗廟です。全て神霊がいらっしゃるのに、なにゆえ、壊したのですか！　鬼神が知るということが無いのなら、どうして廟など必要でしょうか！　もし、鬼神が知るというのなら、私が人の妃妾となりながら、どうして、帝王の廟をはずかしめながら、お供えなどできましょう！」。
王政君は、ひそかに側近に向かって語った「この人（王莽）は、神をあなどることが多いから、久しく神の助けを得られるだろうか」。王政君は、酒は飲んだが、楽しまないまま帰った。
王莽は漢からの禅譲を受け、皇帝に即位した後、王政君が自分を恨んでいるのを知っていたため、王政君のご機嫌をとろうとしていかなることも実行したが、王政君はますます喜ばなくなった。王莽は、冠の飾りを漢王朝では黒貂を使っていたが、新王朝では黄貂を使うようになり、暦も改めたが、王政君は官人に黒貂を使わせ、漢の暦通りに、側近のものと宴会を行った。
始建国5年（13年）2月、王政君は84歳で死去した。
3月、元帝陵のある渭陵に合葬されたが、王政君と元帝の墓室の間には溝が掘られた。また、王政君の廟は長安に立てられ、新王朝によって供養され、元帝があわせ祭られたが、その神座は床下にとどめられた。王莽により3年間の国喪が行われた。

## 評価
班彪は、王政君について、「孝元后（王政君）が漢の四世にわたって天下の母となり、位にあること60余年。弟たちがかわるがわる国家の政治権力を保持して、王氏の一族で同時に五将軍十列侯を擁したことにより、王莽が漢王朝に取って代わるようなことを招いてしまった。皇位や尊号が天下で移り変わっていたのに、元后は漢家に未練を持ち、一個の伝国璽を握りしめ、これを王莽に授けたくなかったことは、婦人の仁とはなんと悲しいものであろうか」と評価している。
また、東晋次は、「ほぼ成帝一代の間に王氏による大司馬位の継承が行われる。成帝の時には、元后による臨朝称制はなかったが、哀帝を経て、平帝が即位すると、純然たる外戚政治が元后の臨朝称制、王莽の大司馬領尚書事権行使によって実現することになり、これが後漢時代の外戚政治の端を開くことになるのである」と評価している。

## 王政君が登場する作品
テレビドラマ
- 王妃 王昭君（2007年、中国、演：ツォン・シャン）
- クィーンズ 長安、後宮の乱（2008年、中国、演：ユアン・リー）
- 皇后的男人〜紀元を越えた恋〜（2015年、中国、演：耿暁璐）

：漫画
- しちみ楼『キンとケン １』、イースト・プレス、2021.3
- しちみ楼『キンとケン  2』、イースト・プレス、2021.5